# کارل فردریش فون لدبور

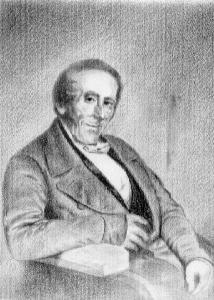
کارل فردریش فون لدبور

کارل فردریش فون لدبور(به آلمانی: Carl-Friedrich-Ledebour) (زاده ۸ ژوئیه۱۷۸۶ اشترالزوند - درگذشته ۴ ژوئیه ۱۸۵۱ مونیخ) یک گیاهشناس آلمانی- استونیایی بود.
بین سال ۱۸۱۱ و ۱۸۳۶، پروفسور علم در دانشگاه تارتو استونی بود.
مهم‌ترین کار او کتاب گیاگان آلتایکا که اولین کتاب در مورد گیاگان کوه‌های آلتای بود واولین بار در سال ۱۸۳۳ منتشر شد؛ و کتاب گیاگان روسیه که در چهار جلد و بین سالهای ۱۸۴۱ تا ۱۸۵۳ منتشر شد و اولین کتاب کامل در مورد گیاگان امپراتوری روسیه بود، است.
در کتاب گیاگان آلتایکا گونه‌های جدیدی مانند :گونه‌ای سیب وحشی و سیاه کاج سیبری را برای اولین بار توصیف کرد. گونه‌های گیاهان لدبوریا و لدبوریلا به افتخار او نامگذاری شده‌اند.